# Dorothea von Sachsen (1563–1587)
Dorothea von Sachsen (* 4. Oktober 1563 in Dresden; † 13. Februar 1587 in Wolfenbüttel) war eine sächsische Prinzessin aus dem Haus der Wettiner und durch Heirat Herzogin zu Braunschweig und Lüneburg sowie Fürstin von Braunschweig-Wolfenbüttel.

## Leben
Dorothea war eine Tochter des Kurfürsten August von Sachsen (1526–1586) aus dessen Ehe mit Anna (1532–1585), Tochter des Königs Christian III. von Dänemark. Dorothea gehörte zu den vier der 15 Kinder der Ehe ihrer Eltern, die ihren Vater überlebten.
Am 5. und 6. Mai 1584 fand die Doppelverlobung der beiden noch unverheirateten Töchter Kurfürst Augusts, Dorothea und Anna, statt. Zur Feier wurden „allerhand Ergötzlichkeiten veranstaltet“. Bei dem dazu abgehaltenen Schießen ist der Reichsgulden zu 21 Groschen (1584) geprägt worden.
Sie heiratete am 26. September 1585 in Wolfenbüttel ihren Verlobten, den späteren Herzog Heinrich Julius von Braunschweig-Wolfenbüttel (1564–1613). Ihre Mutter Anna war zu jener Zeit bereits schwer erkrankt – sie starb nur wenige Tage später – und Dorothea „hatte sich beim Abschied sehr übel gehabt und gar jämmerlich geweint.“
Der sächsische Künstler Heinrich Göding der Ältere, der in Braunschweig geboren wurde, schuf zum Anlass der Vermählung ein 16-seitiges Gedicht zum Gedenken an Heinrich den Löwen. Heinrich Julius verkörperte bei dieser Gelegenheit in einem Trionfo selbst den legendären Welfenherzog.
Die Ehe sollte ein protestantisches Bündnis deutscher Fürsten festigen, welches durch Pfalzgraf Johann Kasimir von Simmern vorangetrieben wurde, der 1570 Dorotheas Schwester Elisabeth geheiratet hatte.
Dorothea starb bereits 23-jährig bei der Geburt ihres einzigen Kindes.

## Nachkommen
Aus ihrer Ehe mit Heinrich Julius hatte Dorothea eine Tochter:
- Dorothea Hedwig (1587–1609)

⚭ 1605 Rudolf von Anhalt-Zerbst (1576–1621)

## Vorfahren
| Ahnentafel Dorothea von Sachsen | Ahnentafel Dorothea von Sachsen                                                     | Ahnentafel Dorothea von Sachsen                                                     | Ahnentafel Dorothea von Sachsen                                                            | Ahnentafel Dorothea von Sachsen                                                     | Ahnentafel Dorothea von Sachsen                                                    | Ahnentafel Dorothea von Sachsen                                                             | Ahnentafel Dorothea von Sachsen                                                                               | Ahnentafel Dorothea von Sachsen                                                                               |
| ------------------------------- | ----------------------------------------------------------------------------------- | ----------------------------------------------------------------------------------- | ------------------------------------------------------------------------------------------ | ----------------------------------------------------------------------------------- | ---------------------------------------------------------------------------------- | ------------------------------------------------------------------------------------------- | --- | --- |
| Ururgroßeltern                  | Kurfürst Friedrich II. (1412–1464) ⚭ 1431 Margaretha von Österreich (1416–1486)     | König Georg von Podiebrad (1420–1471) ⚭ 1441 Kunigunde von Sternberg (1425–1449)    | Herzog Heinrich IV. zu Mecklenburg (1417–1477) ⚭ 1432 Dorothea von Brandenburg (1420–1491) | Erich II. von Pommern-Wolgast (1425–1474) ⚭ 1451 Sophia von Pommern-Stolp           | König Christian I. (1426–1481) ⚭ 1449 Dorothea von Brandenburg (1430–1495)         | Kurfürst Johann Cicero von Brandenburg (1455–1499) ⚭ 1476 Margarete von Sachsen (1449–1501) | Johann IV. von Sachsen-Lauenburg (1439–1507) ⚭ 1464 Dorothea von Brandenburg (1446–1519)                      | Heinrich I. von Braunschweig-Wolfenbüttel (1463–1514) ⚭ 1486 Katharina von Pommern                            |
| Urgroßeltern                    | Herzog Albrecht der Beherzte (1443–1500) ⚭ 1464 Sidonie von Böhmen (1449–1510)      | Herzog Albrecht der Beherzte (1443–1500) ⚭ 1464 Sidonie von Böhmen (1449–1510)      | Herzog Magnus II. (1441–1503) ⚭ 1478 Sophie von Pommern (1460–1504)                        | Herzog Magnus II. (1441–1503) ⚭ 1478 Sophie von Pommern (1460–1504)                 | König Friedrich I. (1471–1533) ⚭ 1502 Anna von Brandenburg (1487–1514)             | König Friedrich I. (1471–1533) ⚭ 1502 Anna von Brandenburg (1487–1514)                      | Herzog Magnus I. von Sachsen-Lauenburg (1470–1543) ⚭ 1509 Katharina von Braunschweig-Wolfenbüttel (1488–1563) | Herzog Magnus I. von Sachsen-Lauenburg (1470–1543) ⚭ 1509 Katharina von Braunschweig-Wolfenbüttel (1488–1563) |
| Großeltern                      | Herzog Heinrich der Fromme (1473–1541) ⚭ 1512 Katharina von Mecklenburg (1487–1561) | Herzog Heinrich der Fromme (1473–1541) ⚭ 1512 Katharina von Mecklenburg (1487–1561) | Herzog Heinrich der Fromme (1473–1541) ⚭ 1512 Katharina von Mecklenburg (1487–1561)        | Herzog Heinrich der Fromme (1473–1541) ⚭ 1512 Katharina von Mecklenburg (1487–1561) | König Christian III. (1503–1559) ⚭ 1525 Dorothea von Sachsen-Lauenburg (1511–1571) | König Christian III. (1503–1559) ⚭ 1525 Dorothea von Sachsen-Lauenburg (1511–1571)          | König Christian III. (1503–1559) ⚭ 1525 Dorothea von Sachsen-Lauenburg (1511–1571)                            | König Christian III. (1503–1559) ⚭ 1525 Dorothea von Sachsen-Lauenburg (1511–1571)                            |
| Eltern                          | Kurfürst August von Sachsen (1526–1586) ⚭ 1548 Anna von Dänemark (1532–1585)        | Kurfürst August von Sachsen (1526–1586) ⚭ 1548 Anna von Dänemark (1532–1585)        | Kurfürst August von Sachsen (1526–1586) ⚭ 1548 Anna von Dänemark (1532–1585)               | Kurfürst August von Sachsen (1526–1586) ⚭ 1548 Anna von Dänemark (1532–1585)        | Kurfürst August von Sachsen (1526–1586) ⚭ 1548 Anna von Dänemark (1532–1585)       | Kurfürst August von Sachsen (1526–1586) ⚭ 1548 Anna von Dänemark (1532–1585)                | Kurfürst August von Sachsen (1526–1586) ⚭ 1548 Anna von Dänemark (1532–1585)                                  | Kurfürst August von Sachsen (1526–1586) ⚭ 1548 Anna von Dänemark (1532–1585)                                  |
| Dorothea von Sachsen            |                                                                                     |                                                                                     |                                                                                            |                                                                                     |                                                                                    |                                                                                             | | |